# Llanera de Ranes
Llanera de Ranes è un comune spagnolo di 1 038 abitanti situato nella comunità autonoma Valenciana.